# Devotion (jeu vidéo)
Devotion est un jeu vidéo d'horreur psychologique à la première personne créé et développé par le développeur de jeux taïwanais Red Candle Games sur Steam. Il se déroule à Taiwan dans les années 1980, la majorité du jeu se déroulant dans un complexe d'appartements à Taipei. Le jeu intègre également des éléments basés sur la culture taïwanaise et la religion traditionnelle chinoise. Le jeu est sorti le 19 février 2019, mais a été retiré de Steam peu de temps après le 26 février, après que le jeu ait été bombardé de critiques par des joueurs chinois en raison d'une référence controversée à Xi Jinping,.

## Développement
Devotion s'inspire des jeux à la première personne comme PT, What Remains of Edith Finch et Layers of Fear. Les développeurs du jeu ont exprimé le désir de créer un jeu qui soit familier aux joueurs taïwanais, expliquant que la culture taïwanaise est rarement mise en valeur dans les jeux vidéo. Dans ses étapes de planification, Devotion n'a pas été visualisé comme un jeu 3D à la première personne, mais les discussions ultérieures ont orienté le jeu dans cette direction pour réaliser la vision du producteur Doy Chiang. L'équipe de développement, composée de 12 personnes, a dû apprendre le moteur de jeu Unity 3D en conséquence.

## Accueil
Un certain nombre de critiques ont fait des comparaisons favorables de Devotion avec PT et Gone Home, tous des jeux d'exploration à la première personne qui subvertissent le sentiment de sécurité de la maison. David Jagneaux de l'IGN a donné 8,2 points à Devotion sur 10, le qualifiant de «fantastique jeu d'horreur psychologique court, concis et bien rythmé du début à la fin». Malgré la "merveilleuse narration environnementale", Jagneaux a estimé que le gameplay actuel est "relativement peu impressionnant et ennuyeux". Richard Wakeling de GameSpot a souligné l'attention portée aux détails par Red Candle Game qui "établit et renforce efficacement le sentiment de familiarité déconcertant de Devotion", mais a souligné que la séquence de poursuite en fin de jeu est "regrettable" dans ce qui est autrement un jeu qui résiste à un procès frustrant des sections furtives et des erreurs et des combats monotones dans de nombreux jeux d'horreur contemporains. Michelle Brohier de Stuff Malaysia a fait l'éloge des références du jeu à la culture est-asiatique dans les traditions et l'horreur, mais a déclaré que son épilogue n'avait pas eu beaucoup d'impact après sa construction captivante.
En février 2020, Devotion ainsi que l'autre jeu Detention de Red Candle ont été sélectionnés pour être conservés à la Harvard-Yenching Library, la plus grande collection d'œuvres d'Asie de l'Est conservée dans une université américaine.

## Controverse
Dans le jeu, il est possible de trouver une affiche sur laquelle est inscrit en mandarin «Xi Jinping Winnie l'ourson Idiot», ce qui a provoqué l'indignation de joueurs chinois. Le studio ayant développé le jeu s’est excusé de l'incident et a expliqué que cette référence avait été placée par un de ses membres sans que ses collègues ne l'aient remarqué. Le jeu fut retiré des ventes en Chine et sur la plateforme Steam. L'éditeur essaya ensuite de publier son jeu sur la plateforme concurrente GOG, ce qui fut finalement annulé quelques jours avant la sortie. Les éditeurs chinois Indievent et Winking Entertainment ont également rompu leur contrat avec Red Candle Games,,.